# Nikolaus Ehlen
Nikolaus Ehlen (* 9. Dezember 1886 in Graach an der Mosel; † 18. Oktober 1965 in Essen) war ein deutscher friedensbewegter Lehrer. Er gilt als im Katholizismus verwurzelter Pionier des Selbsthilfe-Siedlungsbaus.

## Leben
Nikolaus Ehlen wurde als Sohn des Moselwinzers Johann Peter Ehlen in Graach bei Bernkastel geboren. Er fühlte sich bereits in jungen Jahren zum Priester berufen und trat nach dem Abitur in das Priesterseminar Trier ein. Nach zwei Semestern Theologiestudium änderte er jedoch seine Pläne und belegte von 1910 bis 1913 an der Westfälischen Wilhelms-Universität in Münster die Fächer Physik, Chemie, Mathematik und Philosophie. Er war Schüler von Joseph Geyser. Nach Staatsexamen und Promotion wechselte er als Studienassessor zum Hohenzollern-Gymnasium Sigmaringen.
Ab November 1916 nahm er als Kriegsfreiwilliger am Ersten Weltkrieg in der Champagne und vor Verdun teil. Im Anschluss setzte er seine Tätigkeit als Assessor in Sigmaringen fort, bis ihn die Stadt Velbert 1919 als Oberlehrer bzw. Studienrat für Mathematik und Chemie in ihren Dienst übernahm. Unter dem Einfluss der Pädagogik Friedrich Wilhelm Foersters war es ihm wichtig, den Schülern Selbsterkenntnis und „Selbsterziehung“ zu vermitteln. Seine Reformpädagogik wird durch folgendes Selbstzeugnis deutlich:
„Eines Tages stand an der Tafel meiner Obertertia das gelungene Zerrbild eines Lehrers. Empört kommt der Herr Direktor (jener im schwarzen Gehrock mit blendend weißem Kragen) zu mir: ‚Eine Schande für diese Klasse und Schule! Wir werden den Urheber rauskriegen. Sonst würde er schwer bestraft werden.‘ Ich bat den Direktor um freie Hand in der Untersuchung. Danach sprach ich mit meiner Klasse. Ich lobte die gelungene Zeichnung. – ‚Aber für den alten ergrauten Professor auf der Tafel muß das doch sehr schmerzlich sein! Ihr seid viel zu anständig für eine solche Kränkung. Ich erwarte heute nachmittag in meiner Wohnung den Schüler, der es getan hat.‘ Und er kam. Wir setzten gemeinsam die Bestrafung fest. Von diesem Tag an hatte ich das unbeschränkte Vertrauen des alten Direktors und meiner Klasse.“
Das innerstädtische Gymnasium in Velbert, wo Ehlen über viele Jahrzehnte als Lehrer arbeitete, wurde 1982 nach ihm benannt. Im Eingangsbereich der Schule steht eine Büste und seit 2017 eine interaktive Wandinstallation, die das Leben und Wirken des Menschen Nikolaus Ehlen darstellt.

## Familie
Aus seiner Ehe mit Maria Stummel gingen acht Kinder hervor (Maria, Ludwig, Ruth, Norbert, Elisabeth, Johannes, Genoveva (Veva) und Nikolaus).

## Politische Positionen
Ehlens älterer Freund und Mentor seit frühen Studententagen, Ernst Thrasolt, machte ihn mit dem Gedankengut der katholischen Jugendbewegung bekannt, die sich kurz vor dem Ersten Weltkrieg parallel zu den bestehenden Gruppen des Wandervogels herausbildete. Ehlen profilierte sich nachhaltig in der jungen Bewegung. Die von ihm vertretenen Maximen basierten auf der Lebensreform, der Bergpredigt sowie auf Natur- und Heimatverbundenheit.
Unter Thrasolts Einfluss fand er zum Friedensbund Deutscher Katholiken. Er war auch Mitglied im Internationalen Versöhnungsbund. Zunächst war Ehlen auch Mitglied der Zentrumspartei, wurde aber dort ausgeschlossen. 1928 stellte er sich bei der Reichstagswahl als Spitzenkandidat der von Vitus Heller gegründeten radikal-pazifistischen Christlich-Sozialen Reichspartei zur Wahl. Die errungenen 110.000 Stimmen reichten allerdings nicht für einen Parlamentssitz. Seitens der Nationalsozialisten erfuhr Nikolaus Ehlen wegen seiner pazifistischen und auf Völkerversöhnung ausgerichteten Haltung Schmähungen, Inhaftierung und Schreibverbot. Kurzzeitig 1933 verhaftet, unterschrieb er zwar eine Erklärung, die von ihm herausgegebene, im Sommer 1939 endgültig von der Naziregierung verbotene Siedlerzeitschrift Lotsenrufe nicht mehr im Sinn der Friedensbewegung zu verfassen, blieb aber ungebrochen, wie aus seiner posthum in Teilen veröffentlichten Verteidigungsrede hervorging. Aus dem Zweiten Weltkrieg kehrte Ehlen als Leutnant der Artillerie zurück.
Bedeutung erlangte Ehlen als Pionier des Selbsthilfe-Siedlungsbaus. Tausende von Siedlern, organisiert in dem von ihm gegründeten Ring Deutscher Siedler (RDS), verdanken ihm ihr familiengerechtes Heim auf eigener Scholle. Staat und Kirche würdigten seine Verdienste. Nach seinem Tode in Essen am 18. Oktober 1965 würdigte der damalige Wohnungsbauminister Paul Lücke die Bedeutung Ehlens für die Wohnungsbaupolitik der Nachkriegszeit.
Beispielhaft für das Wirken des „Siedlervaters“ Nikolaus Ehlen sind die Pläne zur Errichtung der Selbsthilfe-Siedlung im Langenhorst in Velbert. Ab 1934 wurde die von den Nationalsozialisten übernommene Planung umgesetzt und 1936 konnte der erste Siedler sein Haus beziehen. Nur wenige Tage nach Kriegsende rief Nikolaus Ehlen erneut Siedler zusammen, um den zweiten Bauabschnitt zu beginnen. Seine Wirkungsstadt Velbert ernannte Nikolaus Ehlen zum Ehrenbürger und benannte die Schule seines Wirkens nach ihm. Im westdeutschen Raum sind zahlreiche Straßen nach ihm benannt und im Wormser Vorort Horchheim gibt es eine Nikolaus-Ehlen-Siedlung.

## Zitate
Niemand darf entgegen der Majestät des persönlichen Gewissens zum Kriegsdienst gezwungen werden.

## Auszeichnungen
- 1951: Verdienstkreuz (Steckkreuz) der Bundesrepublik Deutschland[4]
- 1961: Großes Bundesverdienstkreuz